# Мачюльскис, Вальдемарас
Вальдемарас Мачюльскис (лит. Valdemaras Mačiulskis; род. 19 июля 1966, Вильнюс) — литовский гребной рулевой, выступавший за сборную Литвы по академической гребле в 1992—2004 годах. Многократный победитель и призёр первенств национального значения, участник летних Олимпийских игр в Барселоне.

## Биография
Вальдемарас Мачюльскис родился 19 июля 1966 года в Вильнюсе, Литовская ССР.
Заниматься академической греблей начал в 1979 году в школе-интернате в Тракае, позже проходил подготовку в школе гребли в Клайпеде, состоял в Центре спортивной подготовки. Окончил Литовскую академию физического воспитания.
После распада СССР в 1992 году вошёл в основной состав литовской национальной сборной и благодаря череде удачных выступлений удостоился права защищать честь страны на летних Олимпийских играх в Барселоне. Будучи рулевым, в программе двоек распашных вместе с партнёрами по команде Эйнюсом Петкусом и Юозасом Багдонасом сумел квалифицироваться лишь в утешительный финал В и расположился в итоговом протоколе соревнований на девятой строке.
После барселонской Олимпиады Мачюльскис остался в составе гребной команды Литвы и продолжил принимать участие в крупнейших международных регатах. Так, в распашных двойках он стартовал на чемпионатах мира 1993 года в Рачице и 1994 года в Индианаполисе, в обоих случаях показал на финише шестой результат.
В 1996 году на мировом первенстве в Глазго занял 13 место в четвёрках.
В 2000 году в четвёрках стартовал на чемпионате мира в Загребе, но остановился уже на стадии предварительных отборочных заездов.
На мировом первенстве 2004 года в Баньолесе в зачёте распашных рулевых четвёрок показал восьмой результат.
Впоследствии в 1999—2010 годах работал тренером по академической гребле в Клайпедском спортивном центре.